# 사스 유행
사스 유행 또는 중증급성호흡기증후군 유행은 2002년 11월 16일 중국 광둥성 포산시 순더구에서 시작된 중증급성호흡기증후군 코로나바이러스(SARS(사스)-CoV)의 감염증인 중증급성호흡기증후군(사스, SARS)으로 인해 2003년까지 아시아, 북미, 남미, 유럽 및 호주에서 발생한 바이러스 감염증 유행이다. 중국에서 베트남으로 이동한 여행객으로 인해 본격적으로 세계로 확산되었으며, 이를 치료하던 카를로 우르바니에 의해 위험성이 경고되어 세계보건기구의 본격적인 대응이 이루어졌다.

## 유행 지역
| 사스 유행 현황 (2002년 11월 1일 ― 2003년 7월 31일) |        |        |           |
| 국가 및 지역                                       | 감염자 | 사망자 | 치사율(%) |
| 중국                                               | 5,327  | 349    | 6.6       |
| 홍콩                                               | 1,755  | 299    | 17        |
| 대만                                               | 346    | 81     | 21.1      |
| 캐나다                                             | 251    | 43     | 17.1      |
| 싱가포르                                           | 238    | 33     | 13.9      |
| 베트남                                             | 63     | 5      | 7.9       |
| 미국                                               | 27     | 0      | 0         |
| 필리핀                                             | 14     | 2      | 14.3      |
| 태국                                               | 9      | 2      | 22.2      |
| 독일                                               | 9      | 0      | 0         |
| 몽골                                               | 9      | 0      | 0         |
| 프랑스                                             | 7      | 1      | 14.3      |
| 오스트레일리아                                     | 6      | 0      | 0         |
| 말레이시아                                         | 5      | 2      | 40        |
| 스웨덴                                             | 5      | 0      | 0         |
| 영국                                               | 4      | 0      | 0         |
| 이탈리아                                           | 4      | 0      | 0         |
| 인도                                               | 3      | 0      | 0         |
| 대한민국                                           | 4      | 0      | 0         |
| 인도네시아                                         | 2      | 0      | 0         |
| 남아프리카 공화국                                  | 1      | 1      | 100.0     |
| 쿠웨이트                                           | 1      | 0      | 0         |
| 아일랜드                                           | 1      | 0      | 0         |
| 마카오                                             | 1      | 0      | 0         |
| 뉴질랜드                                           | 1      | 0      | 0         |
| 루마니아                                           | 1      | 0      | 0         |
| 러시아                                             | 1      | 0      | 0         |
| 스페인                                             | 1      | 0      | 0         |
| 스위스                                             | 1      | 0      | 0         |
| 전체 (29개국)                                      | 8,096  | 774    | 9.6       |
| 1. 2.                                              |        |        |           |
| 출처: 세계보건기구                                 |        |        |           |

## 같이 보기
- 코로나19 범유행
- 중동호흡기증후군(MERS)
  - 2012년 중동 중동호흡기증후군 유행
  - 2015년 대한민국 중동호흡기증후군 유행
- 원내감염(HAI, 병원감염)